# 晶圓切割
晶圓切割，是半导体器件制造过程中，将裸晶（die）从半导体成品晶圆上分离出来的过程。晶圓切割进行于光刻工藝之後的，涉及劃線、斷裂、機械锯切或激光切割等等，切割方法通常都自動化以確保精度和準確性。切割后单个硅芯片可以被封装到芯片载体中，用于构建电子设备，例如计算机等。
切割過程中，晶圓通常安裝在切割胶带上，切割膠帶具有黏性背襯，可將晶圓固定在薄金框架上。根據切割應用的不同，切割膠帶具有不同的特性。 UV固化膠帶用於較小尺寸，非UV切割膠帶用於較大晶片尺寸。劃片鋸可以使用帶有鑽石顆粒的劃片刀片，以30,000 rpm的速度旋轉並用去離子水冷卻。一旦晶圓被切割，留在切割帶上的片就被稱為裸晶。每个都将被封装在合适的封装中或作为“裸芯片”直接放置在印刷电路板基板上。被切掉的區域稱為模具街道，通常約75 μm寬。一旦晶圓被切割，晶片將留在切割膠帶上，直到在電子組裝過程中被晶片處理設備（例如晶片鍵合機或晶片分類機）取出。
標準半導體製造採用“減薄後切割”方法，即先將晶圓減薄，然後再進行切割。晶圓在切割前會被稱為背面研磨（back side grinding）的工艺进行研磨。 
留在膠帶上的晶片尺寸範圍可能為一側35 mm（非常大）至 0.1 mm（非常小）。創建的模具可以是由直線生成的任何形狀，通常是矩形或正方形。在某些情況下，它們也可以是其他形狀，這取決於所使用的分割方法。全切割雷射切割機能夠切割和分離各種形狀。
切割的材料包括玻璃、氧化铝、硅、砷化镓(GaAs)、蓝宝石上硅(SoS)、陶瓷和精密化合物半导体。

## 隐形切割

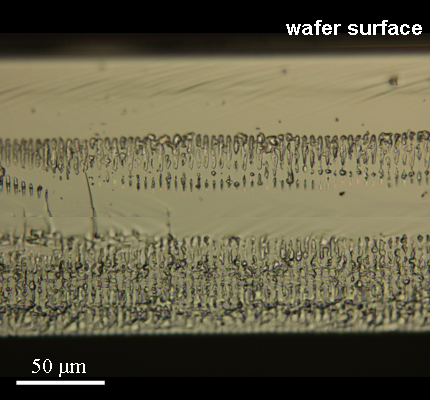
隐形切割150 µm厚的硅晶圆横截面显微照片

矽晶片的切割也可以透過基於雷射的技術進行，即所謂的隱形切割過程。它是一個兩階段的過程，首先透過沿著預定的切割線掃描光束將缺陷區域引入晶圓中，然後擴展下面的載體膜以引發斷裂。 
第一步使用波長1064 nm的脈衝Nd:YAG 激光，很好适应硅的电子能隙（1117 nm），因此可通过光学聚焦调整最大吸收。缺陷區域約10 µm寬度透過激光沿著預期的切割通道進行多次掃描刻劃，其中光束聚焦在晶圓的不同深度。單一雷射脈衝會導致類似於蠟燭火焰形狀的缺陷晶體區域。這種形狀是由雷射光束焦點中照射區域的快速熔化和凝固造成，其中只有一些 立方微米等級的小體積在奈秒內突然升至約1000 K的溫度，然後再次降至環境溫度。雷射的脈衝頻率通常約為100 kHz，而晶片以大約 1 m/s的速度移動。缺陷區域約10 µm 寬度最終刻在晶圓上，在机械负载下沿著晶圓發生優先斷裂。斷裂在第二步驟中進行，並透過徑向膨脹晶片所附著的載體膜來進行。解理從底部開始並進展到表面，因此必須在底部引入高畸變密度。
隱形切割工藝的優點是不需要冷却液。干式切割方法不可避免地必须应用于某些微机电系统 的制备，特别是当这些系统用于生物电子时。此外，隱形切割幾乎不會產生碎片，並且由於與晶圓鋸相比切口損失較小，因此可以改善晶圓表面的利用。在此步驟之後可以進行晶片研磨，以減少晶片厚度。

## 研削前切割
DBG （dice before grind）製程是一種無需切割即可分離晶片的方法。分離發生在晶圓減薄步驟期間。最初使用半切切割機將晶圓切割至低於最終目標厚度的深度。接下來，將晶圓減薄至目標厚度，同時安裝在特殊的黏合膜，然後安裝到拾取膠帶上以將晶片固定到位，直到準備好進行封裝步驟。 DBG 製程的優點在於更高的模具強度。或者，可以使用等離子切割，用DRIE等離子蝕刻取代切割機鋸。        
DBG製程需要背磨膠帶具有以下屬性，1）黏附力強（防止磨削過程中研磨液和模具灰塵的滲透），2）吸收和/或緩解磨削過程中的壓縮應力和剪切应力，3）抑制因晶片之間的接觸而產生的裂紋，4）透過紫外線照射可以大大降低黏合強度。

## 相关内容
- 晶圆键合